# Горакхпур (округ)
Горакхпур (англ. Gorakhpur) — округ в индийском штате Уттар-Прадеш. Административный центр — город Горакхпур.
Площадь округа — 3325 км². По данным переписи 2001 года население округа составляло 3 769 456 человек. Уровень грамотности взрослого населения составлял 58,49 %, что немного ниже среднеиндийского уровня (59,5 %).